# Nordfriedhof (Köln)
Der Kölner Nordfriedhof ist ein städtischer Friedhof im Kölner Stadtteil Weidenpesch im Stadtbezirk Nippes.

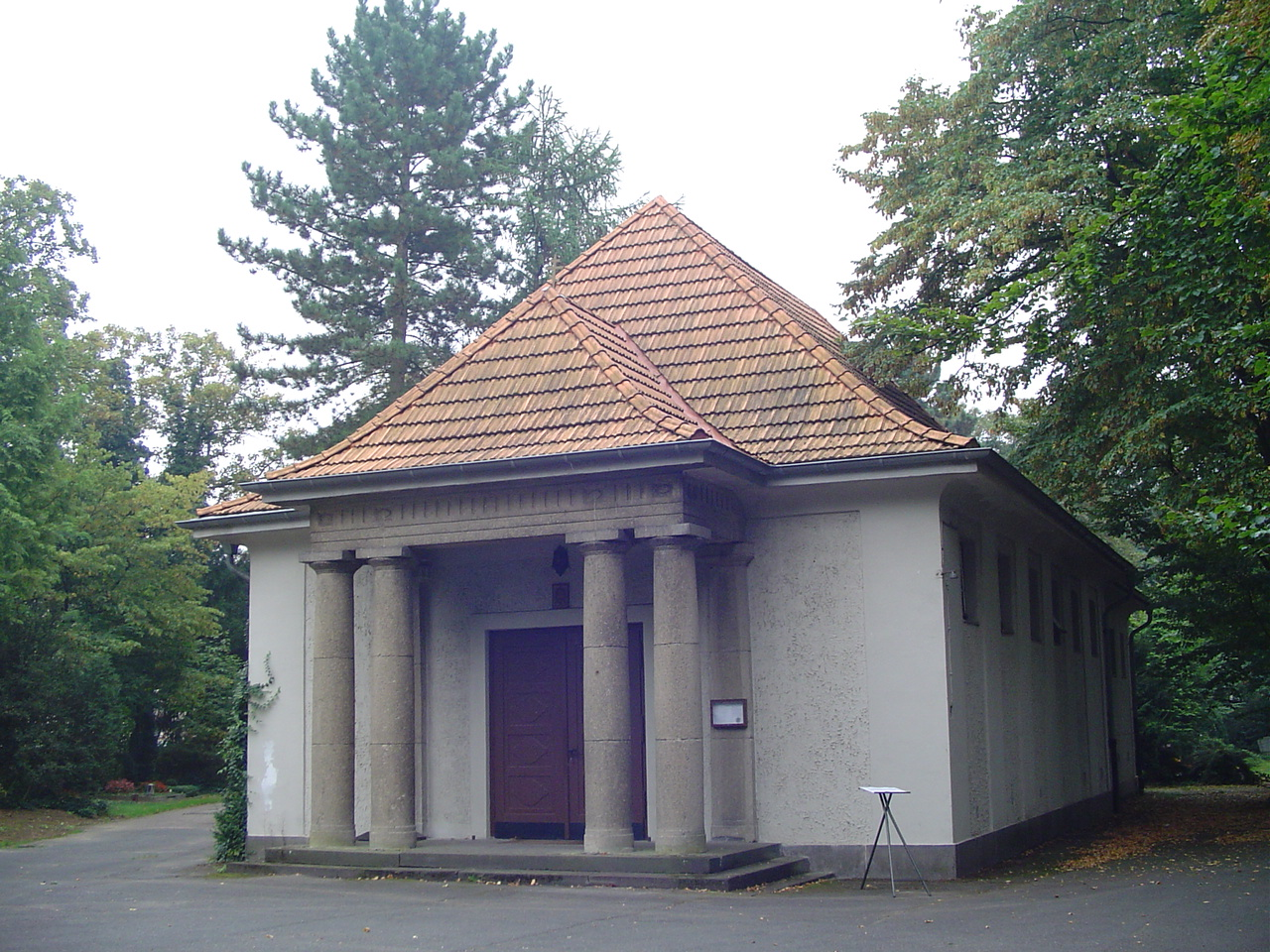
Alte Trauerhalle

## Allgemeines
Die Anlage des Nordfriedhofs erfolgte Ende des 19. Jahrhunderts wegen der zunehmenden Verknappung der Begräbnisplätze sowohl auf den vielen kleinen Friedhöfen der Stadt als auch auf dem Melaten-Friedhof, dem bis dahin einzigen Zentralfriedhof im linksrheinischen Teil Kölns. Der „Entlastungsfriedhof“, angelegt auf einem ursprünglich 28 Hektar großen Gebiet einer ehemaligen Kiesgrube, wurde am 18. Mai 1896 eröffnet. Der parkartige Charakter des Friedhofs mit seinem System der rund um eine Mittelachse geschwungenen Wege ist dem Konzept des damaligen Kölner Gartendirektors, Adolf Kowallek, zu verdanken, der die Anlage nach dem Vorbild des Ohlsdorfer Friedhofs in Hamburg geschaffen hat. Zugleich wurde im Eingangsbereich das Verwaltungsgebäude im Stil der rheinischen Neugotik errichtet. Um 1920 wurde nahe dem Haupteingang eine für 80 Trauergäste vorgesehene Trauerhalle erbaut, ein elegant proportionierter Bau im Stile des Neoklassizismus.

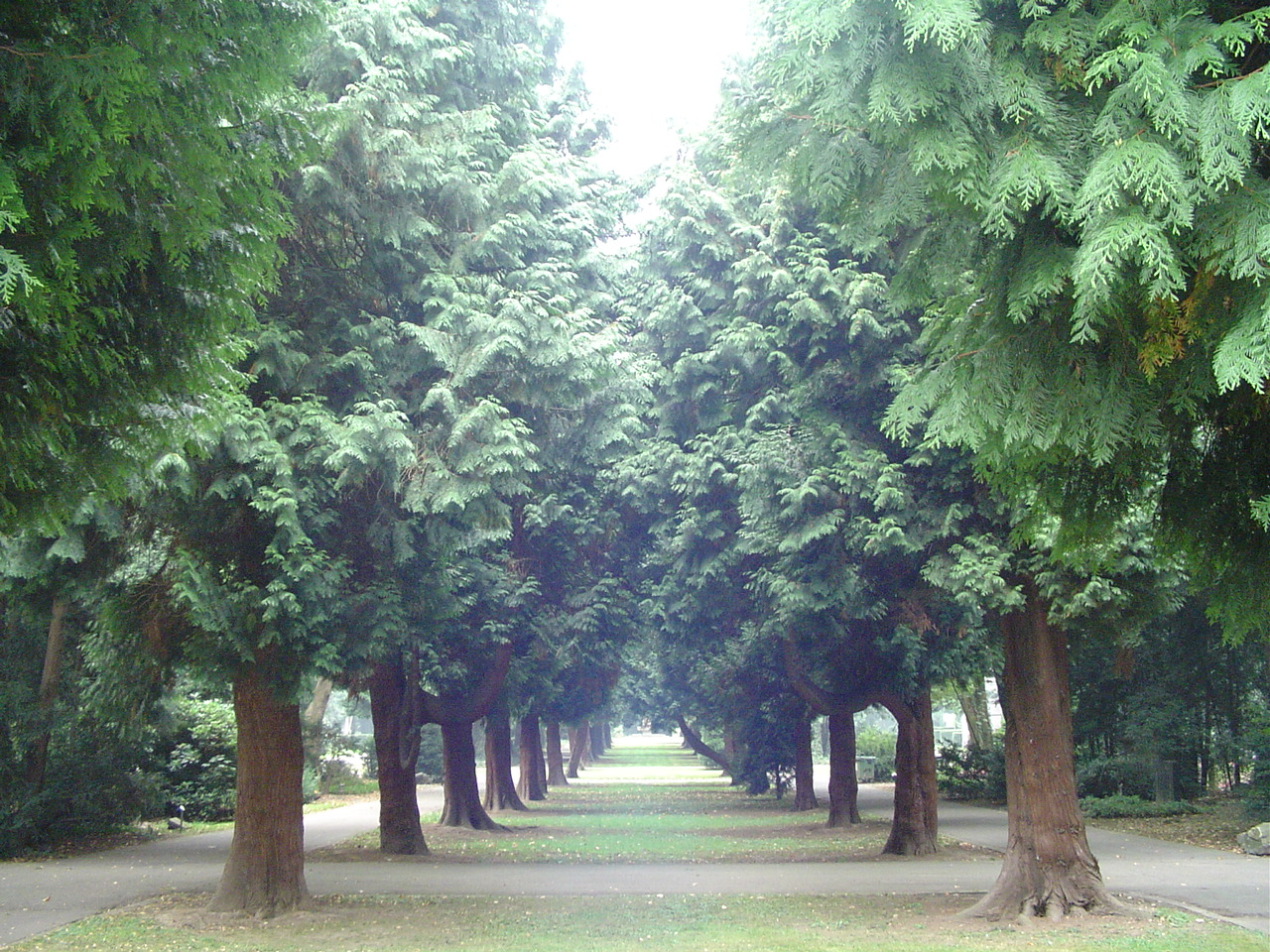
Mittelachse des alten Friedhofteils

Nach dem Zweiten Weltkrieg wurde das Friedhofsgelände erweitert. Der alte Teil und die insgesamt etwa doppelt so großen Erweiterungsflächen nördlich davon sind heute durch die Schmiedegasse getrennt. Die Gesamtgröße des Friedhofs beträgt 479.100 m², darauf befinden sich 44.550 Grabstätten. Im neuen Teil wurde in den 1960er Jahren eine neue Trauerhalle errichtet. Die alte Trauerhalle wurde seitdem nicht mehr als solche gebraucht und drohte zu verfallen, ist aber inzwischen an eine ukrainisch-orthodoxe Kirchengemeinde verpachtet und wird von dieser als Gebetshaus genutzt.
Ähnlich wie bei Melaten und vielen anderen Kölner Friedhöfen handelt es sich auch bei dem Nordfriedhof um eine große parkartige Grünanlage, die die Grünachse Nord (Blücherpark im Westen und Weidenpescher Park im Osten zwischen dem Inneren und dem Äußeren Grüngürtel) zusammen mit den offenen Bahnanlagen und der von Bebauung freigehaltenen Autobahn nach Neuss ergänzt und verstärkt und so zur Durchlüftung der Stadt beiträgt. Der Friedhof gehört heute zu den meistgenutzten Begräbnisstätten Kölns und bietet auch Platz für Naherholung.
Anbindung an den ÖPNV über die Haltestelle "Nordfriedhof " der Buslinie 140 (Ebertplatz - Aachener Str./Gürtel über Riehl und Nippes) oder über die Haltestelle "Mollwitzstraße" der Stadtbahnlinie 12 (Zollstock Südfriedhof-Merkenich) sowie der Stadtbahnlinie 15 (Ubierring-Chorweiler), wobei beide Stadtbahnlinien über Barbarossaplatz, Friesenplatz, Hansaring, Ebertplatz und Neusser Str./Gürtel verlaufen. Ab der Haltestelle "Mollwitzstraße" ca. 300 m Fußweg über die Theklastraße zum Haupteingang an der Merheimer Straße.

## Gräber bedeutender Personen

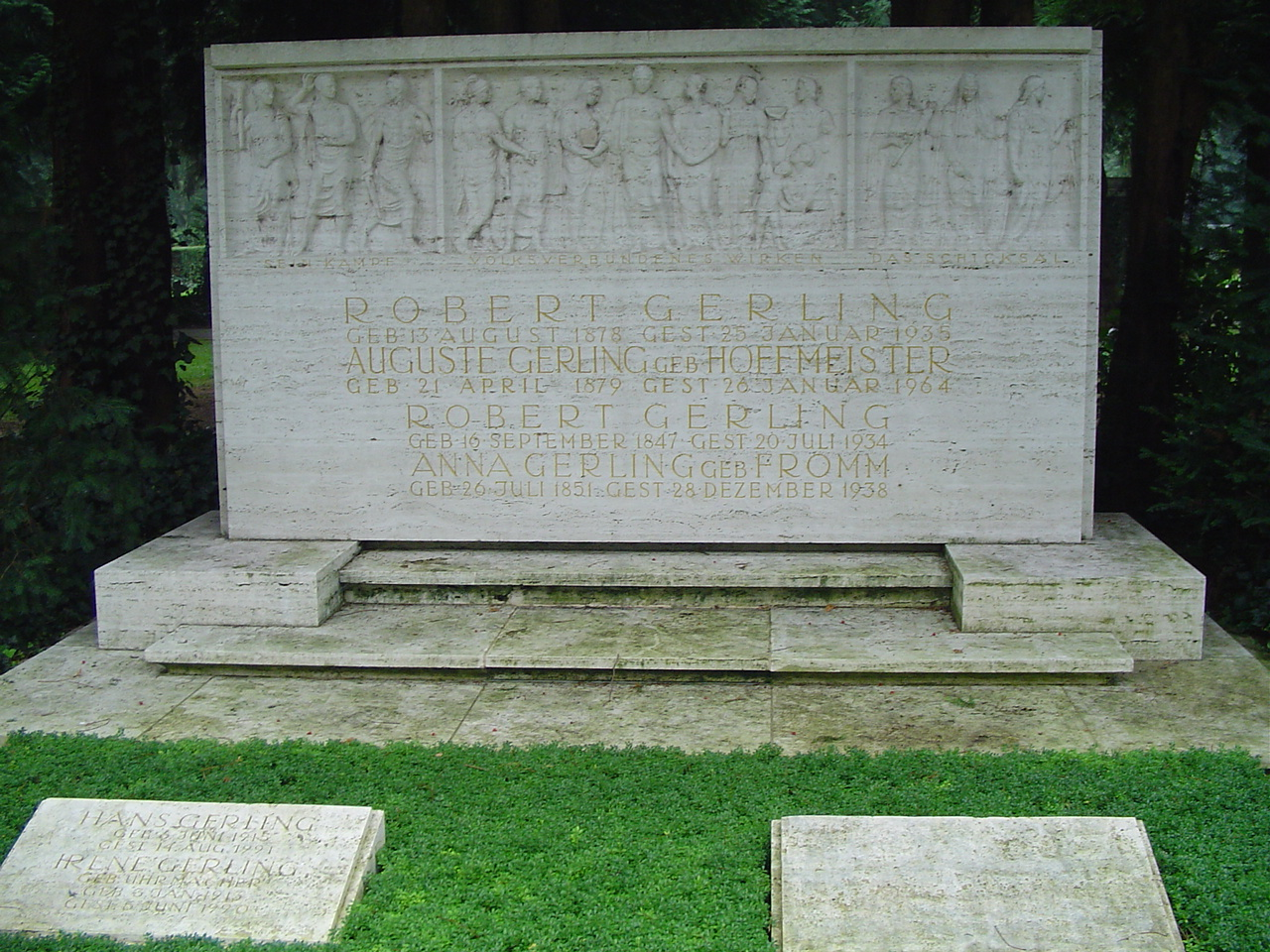
Gerling-Grab

- Frank Barufski (1905–1991), Schauspieler und Hörspielsprecher (Flur 2 H19–20). Die Grabstätte wurde aufgelöst.
- Hein Bollow (1920–2020), Jockey und Galoppsport-Trainer (Flur 50 PUG 140)
- Robert Gerling (1878–1935), Unternehmer, Gründer des Gerling-Versicherungskonzerns (alter Teil, Mittelachse rechts). Dieses Grabmal, ein neoklassizistisches Travertin-Denkmal mit mehreren Reliefs ist ein architektonisch bemerkenswertes Bauwerk aus der Zeit des Nationalsozialismus.
- Peter Hentschel (1939–2006), Jurist
- Gigi Herr (1942–2023), Schauspielerin
- Trude Herr (1927–1991), Schauspielerin (Flur 27 an der Ecke)
- C. O. Paeffgen (1933–2019), Maler und Bildhauer (anonym in Flur 83)
- Hugo Schmölz (1879–1938), Fotograf (Flur 10)
- Franz Wilhelm Seiwert (1894–1933), Maler und Bildhauer (Flur 14 b)
- Hann Trier (1915–1999), Maler und Grafiker (Flur 32)[1]
- Leo Wilden (1936–2022), Fußballspieler